# Campionat d'Europa de futbol 1976
L'Eurocopa de futbol de 1976 es va disputar a Iugoslàvia entre el 16 i el 20 de juny de 1976.

## Fase de classificació

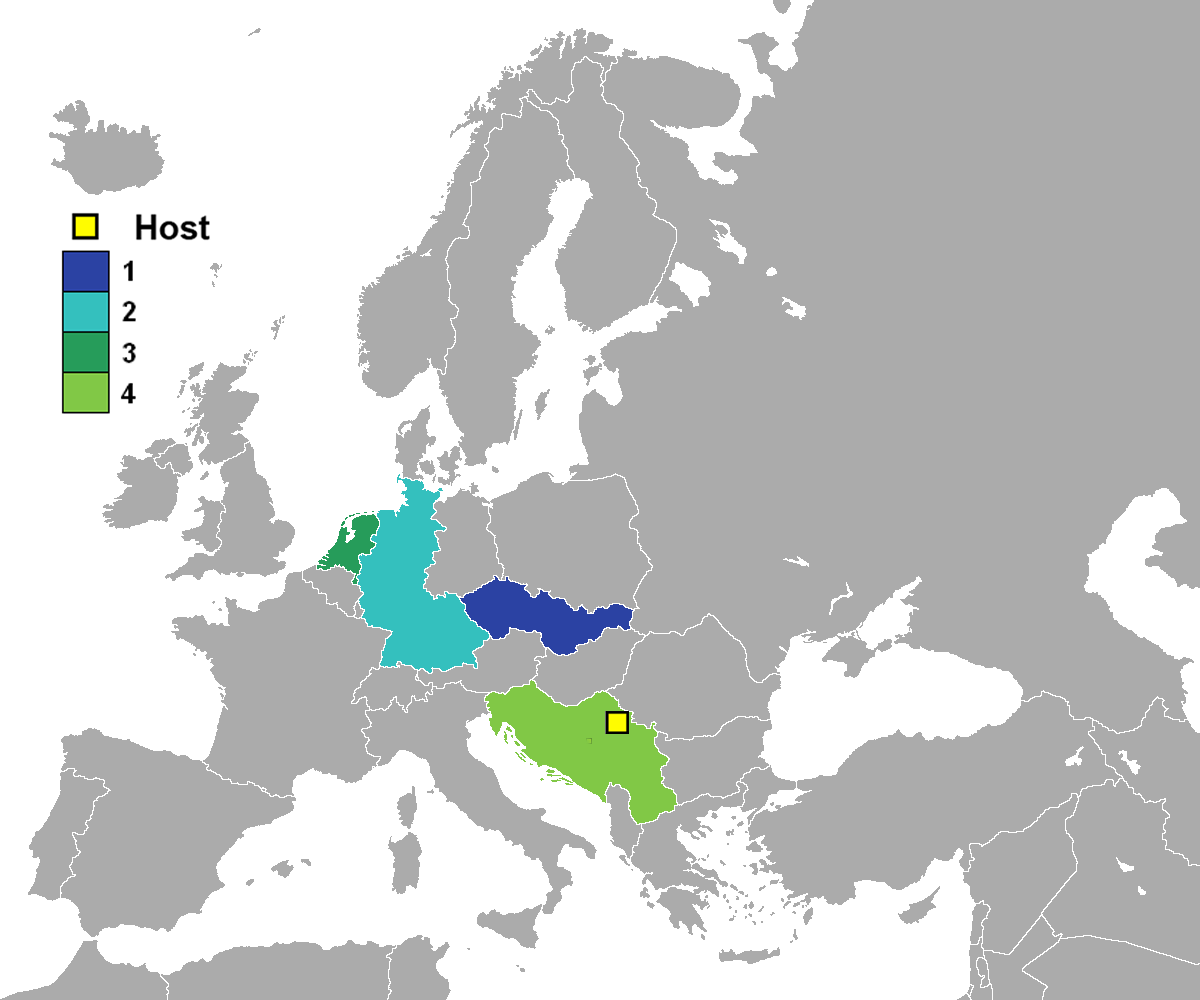
Finalistes del Campionat d'Europa de 1976.

La fase de classificació va ser disputada entre 1974 i 1975 (fase de grups), i 1976 (quarts de final). S'establiren vuit grups de classificació de quatre equips cadascun. Els partits es disputaren en ronda d'anada i tornada. Les victòries atorgaven dos punts, els empats un i les derrotes zero. Només els campions de grup es classificaven pels quarts de final. Aquests van ser disputats en dos partits, d'anada i tornada. Els vencedors es classificaren per la fase final del torneig.

### Quarts de Final
| Txecoslovàquia | 2 - 0 2 - 2 | URSS |

| Iugoslàvia | 2 - 0 1 - 1 | Gal·les |

| Espanya | 1 - 1 0 - 2 | Alemanya Federal |

| Països Baixos | 5 - 0 2 - 1 | Bèlgica |

Les seleccions classificades foren:
- Txecoslovàquia
- Països Baixos (primera participació)
- Alemanya Federal
- Iugoslàvia

## Plantilles
Per veure les plantilles de les seleccións que prengueren part a la competició vegeu Plantilles del Campionat d'Europa de futbol de 1976.

## Seus
| Belgrad              | Zagreb            |
| -------------------- | ----------------- |
| Estadi Crvena Zvezda | Estadi Maksimir   |
| Capacitat: 54.000    | Capacitat: 45.000 |
| Estadi Crvena Zvezda | Estadi Maksimir   |

## Fase Final
|  | Semifinals                     | Semifinals                     |       |                          | Final                          | Final |
|  |                                |                                |       |                          |                                |       |
|  | Maksimir Stadium, Zagreb       |                                |       |                          |                                |       |
|  | Txecoslovàquia (pr.)           | 3                              |       |                          |                                |       |
|  | Països Baixos                  | 1                              |       |                          |                                |       |
|  |                                |                                |       |                          |                                |       |
|  |                                |                                |       |                          | Crvena Zvezda Stadium, Belgrad |       |
|  |                                |                                |       |                          | Txecoslovàquia (pen.)          | 2 (5) |
|  |                                | Alemanya Federal               | 2 (3) |                          |                                |       |
|  |                                |                                |       |                          |                                |       |
|  |                                |                                |       |                          |                                |       |
|  |                                |                                |       |                          | Tercer lloc                    |       |
|  | Crvena Zvezda Stadium, Belgrad | Crvena Zvezda Stadium, Belgrad |       | Maksimir Stadium, Zagreb | Maksimir Stadium, Zagreb       |       |
|  | Alemanya Federal (pr.)         | 4                              |       | Països Baixos (pr.)      | 3                              |       |
|  | Iugoslàvia                     | 2                              |       |                          | Iugoslàvia                     | 2     |

### Semifinals
| Txecoslovàquia                     | 3–1 | Països Baixos   |
| ---------------------------------- | --- | --------------- |
| Ondrus 20' Nehoda 114' Vesely 119' |     | Ondrus (pp) 77' |

 Maksimir Stadium, Zagreb
Àrbitre: Clive Thomas (Gal·les)
Assistència: 40.000        
| Alemanya Federal                                                  | 4–2 | Iugoslàvia              |
| ----------------------------------------------------------------- | --- | ----------------------- |
| Flohe 65' Dieter Müller 80' Dieter Müller 115' Dieter Müller 118' |     | Popivoda 18' Dzajic 32' |

 Crvena Zvezda Stadium, Belgrad
Àrbitre: Alfred Delcourt (Bèlgica) 
Assistència: 50.700        

### Tercer Lloc
| Països Baixos                       | 3–2 | Iugoslàvia                |
| ----------------------------------- | --- | ------------------------- |
| Geels 27' de Kerkhof 37' Geels 107' |     | Katalinski 43' Dzajic 83' |

 Maksimir Stadium, Zagreb
Àrbitre: Walter Hungerbühler (Suïssa)
Assistència: 6.800        

### Final
| Txecoslovàquia        | 2–2 | Alemanya Federal                 |
| --------------------- | --- | -------------------------------- |
| Svehlik 8' Dobias 25' |     | Dieter Müller 28' Hölzenbein 90' |

 Crvena Zvezda Stadium, Belgrad
Àrbitre: Sergio Gonella (Itàlia) 
Assistència: 30.800        
|  | Tanda de penals |          |     |          |          |
|  | Masny           | Encertat | 1:1 | Encertat | Bonhof   |
|  | Nehoda          | Encertat | 2:2 | Encertat | Flohe    |
|  | Ondrus          | Encertat | 3:3 | Encertat | Bongartz |
|  | Jurkemik        | Encertat | 4:3 | Fallat   | Hoeneß   |
|  | Panenka         | Encertat | 5:3 |          |          |

| TXECOSLOVÀQUIA                                       | ALEMANYA FEDERAL                                |
| ---------------------------------------------------- | ----------------------------------------------- |
| 1 Ivo Viktor                                         | 1 Sepp Maier                                    |
| 5 Ján Pivarník                                       | 2 Berti Vogts                                   |
| 4 Anton Ondruš                                       | 3 Bernard Dietz                                 |
| 3 Jozef Čapkovič                                     | 4 Hans-Georg Schwarzenbeck                      |
| 12 Koloman Gögh                                      | 5 Franz Beckenbauer                             |
| 2 Karol Dobiaš                                       | 6 Herbert Wimmer                                |
| 7 Antonín Panenka                                    | 7 Rainer Bonhof                                 |
| 17 Ján Švehlík                                       | 8 Uli Hoeneß                                    |
| 10 Marián Masný                                      | 9 Dieter Müller                                 |
| 8 Jozef Móder                                        | 10 Erich Beer                                   |
| 11 Zdeněk Nehoda                                     | 11 Bernd Hölzenbein                             |
| DT Václav Ježek                                      | DT Helmut Schön                                 |
| Canvis Vesely (Dobias, 109') Jurkemik (Svehlik, 79') | Canvis Flohe (Wimmer, 46') Bongartz (Beer, 80') |
| Amonestats Dobias Moder                              | Amonestats Muller Holzenbein                    |

|  | Campió: TXECOSLOVÀQUIA Primer títol |

## Golejadors
| Jugador              | Selecció         | Gols |
| -------------------- | ---------------- | ---- |
| Dieter Müller        | Alemanya Federal | 4    |
| Dragan Džajić        | Iugoslàvia       | 2    |
| Ruud Geels           | Països Baixos    | 2    |
| Anton Ondruš         | Txecoslovàquia   | 1    |
| Zdeněk Nehoda        | Txecoslovàquia   | 1    |
| František Veselý     | Txecoslovàquia   | 1    |
| Ján Švehlík          | Txecoslovàquia   | 1    |
| Karol Dobiaš         | Txecoslovàquia   | 1    |
| Bernd Hölzenbein     | Alemanya Federal | 1    |
| Heinz Flohe          | Alemanya Federal | 1    |
| Josip Katalinski     | Iugoslàvia       | 1    |
| Danilo Popivoda      | Iugoslàvia       | 1    |
| Willy van de Kerkhof | Països Baixos    | 1    |
| Anton Ondruš         | Txecoslovàquia   | p.p. |

## Guardons
Onze ideal del torneig
| Porter | Defenses | Centrecampistes | Davanters |
| --- | --- | --- | --- |
| [[Fitxer:Flag of the Czech Republic.svg\|23x15px\|border \|alt=Txecoslovàquia\|link=Selecció de futbol de Txecoslovàquia\|{{#if:\|]] Ivo Viktor | [[Fitxer:Flag of the Czech Republic.svg\|23x15px\|border \|alt=Txecoslovàquia\|link=Selecció de futbol de Txecoslovàquia\|{{#if:\|]] Anton Ondruš [[Fitxer:Flag of the Czech Republic.svg\|23x15px\|border \|alt=Txecoslovàquia\|link=Selecció de futbol de Txecoslovàquia\|{{#if:\|]] Ján Pivarník [[Fitxer:Flag of the Netherlands.svg\|23x15px\|border \|alt=Països Baixos\|link=Selecció de futbol dels Països Baixos\|{{#if:\|]] Ruud Krol [[Fitxer:Flag of Germany.svg\|23x15px\|border \|alt=Alemanya Occidental\|link=Selecció de futbol d'Alemanya Occidental\|{{#if:\|]] Franz Beckenbauer | [[Fitxer:Flag of the Czech Republic.svg\|23x15px\|border \|alt=Txecoslovàquia\|link=Selecció de futbol de Txecoslovàquia\|{{#if:\|]] Antonín Panenka [[Fitxer:Flag of the Czech Republic.svg\|23x15px\|border \|alt=Txecoslovàquia\|link=Selecció de futbol de Txecoslovàquia\|{{#if:\|]] Jaroslav Pollák [[Fitxer:Flag of Germany.svg\|23x15px\|border \|alt=Alemanya Occidental\|link=Selecció de futbol d'Alemanya Occidental\|{{#if:\|]] Rainer Bonhof [[Fitxer:Flag of Yugoslavia (1946-1992).svg\|23x15px\|border \|alt=República Federal Socialista de Iugoslàvia\|link=Selecció de futbol de Iugoslàvia\|{{#if:\|]] Dragan Džajić | [[Fitxer:Flag of the Czech Republic.svg\|23x15px\|border \|alt=Txecoslovàquia\|link=Selecció de futbol de Txecoslovàquia\|{{#if:\|]] Zdeněk Nehoda [[Fitxer:Flag of Germany.svg\|23x15px\|border \|alt=Alemanya Occidental\|link=Selecció de futbol d'Alemanya Occidental\|{{#if:\|]] Dieter Müller |